# 浜浦橋

浜浦橋（はまうらばし）は、新潟県新潟市の関屋分水路に架かる、国道402号の道路橋梁。右岸（東側）は中央区、左岸（西側）は西区の区域である。

## 概要
関屋分水路の工事に伴い1971年6月11日に完成。新潟島と新潟市西部を結ぶ橋で、分水路下流側から2番目に架かる。橋長228.8 m、幅員9.4 m、片側1車線の計2車線で、歩道は上流側のみに設置されている。
下流の新潟大堰橋からあまり離れておらず、普段は堰の間から日本海が見える。1980年代中盤までは新潟市街地から西へ橋を渡り、西詰側の砂丘を越えた先は防砂林となっており、舗装が途切れた先は未舗装の一本道が伸びるだけであった。また砂丘の南側に新潟市営青山斎場があるくらいで、その先の道路は実質未開通であったことから、昼間でも交通量はごく僅かという寂しいロケーションであった。
しかし80年代後半から、南側の堀割橋を経由する当時の国道402号（産業道路、現在の新潟市道文京町五十嵐二の町線）の短絡線として新潟海岸バイパスの整備事業が本格的に開始され、段階的に開通区間が延伸するにつれて交通量は徐々に増加。沿線の青山海岸が海水浴地として県内に知られるようになったこともあって、夏場のシーズンにはしばしば渋滞や速度低下も発生する。なお、この海岸バイパスは国道8号、国道352号、国道402号、国道113号、国道7号、国道345号など新潟県内の海岸沿いを経由する幹線道路などと合わせ「日本海夕日ライン」として観光路線に位置づけられている。また前出の新潟市青山斎場は1995年に現在地に移転改築している。
将来的に4車線化することを見込んで、橋脚はあらかじめ4車線分の橋桁を架設できるよう設計・建設され、開通以来、上流側にのみ橋桁を架設して暫定2車線で供用している。しかし海岸バイパスの開通前は交通量が著しく少なかったため車線増強の必要性が稀薄で、また開通後に交通量が増加した現在においては、東詰側で宅地化・市街地化が進むなどしたことから用地取得が難航する可能性が指摘されている。また海岸バイパス自体も強風が多い冬場には、特に西区内の区間で海岸部の砂が巻き上げられて路面に大量に堆積し、通行が困難になるケースもしばしばある。このため、今後海岸バイパスを拡幅するのは難しいとされており、4車線化に関する具体的な計画も今のところ立案されていない。
なお2010年11月27日に新潟海岸バイパスが全線開通したのに伴い、浜浦橋を含む同バイパスの全線は2011年4月2日に国道402号に指定変更された。

## 歴史
- 1971年6月11日 - 開通。当時は新潟市道。
- 2011年4月2日 - 国道402号に指定変更。

## 主な建造物
- 関分記念公園
- 日本歯科大学新潟歯学部（医の博物館）